# Calle de Postas

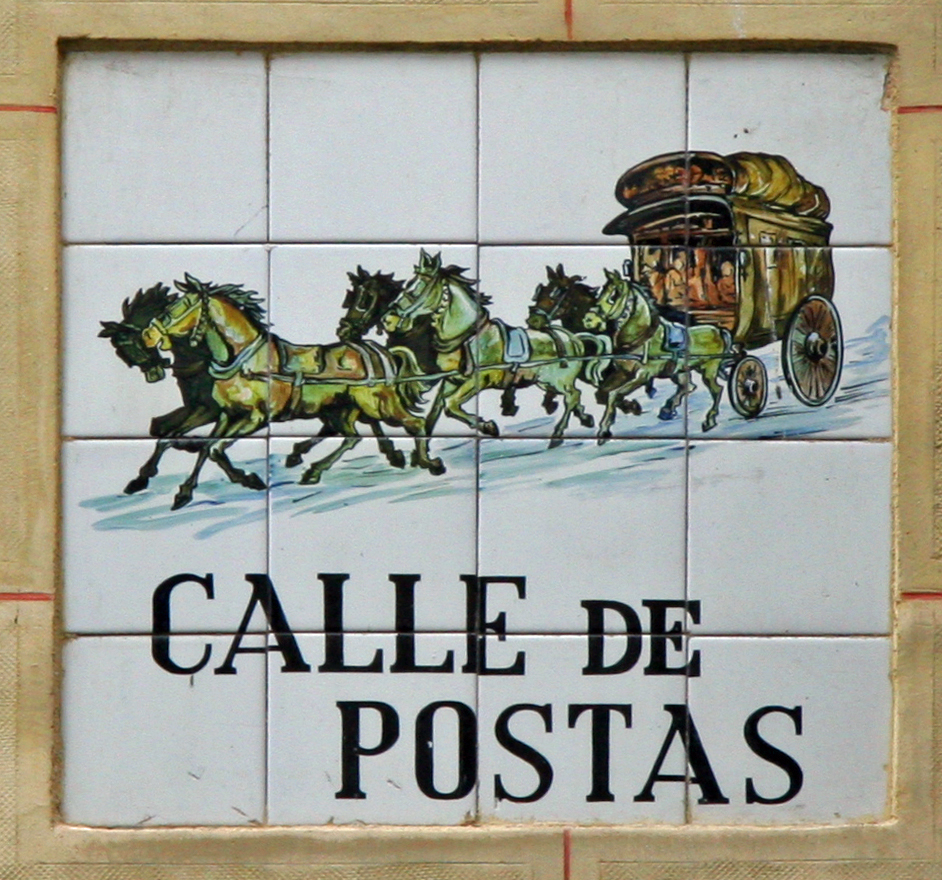
Placa de azulejos del callejero antiguo de Madrid en la calle de Postas.

La calle de Postas, Postas o de las Postas es una vía urbana del barrio de Sol en el distrito Centro de Madrid. Discurre en sentido nordeste-sudoeste desde la calle de Esparteros, casi en su nacimiento en la calle Mayor, hasta la calle Zaragoza, junto a la plaza Mayor. Debe su nombre a que en la antigüedad fue el tradicional punto de reunión y partida de las sillas de postas que salían de la Corte hacia diferentes puntos de la Península, por encontrarse aquí la primitiva Casa de postas en el siglo xvi. Para los galdosistas es una de las calles emblemáticas del Madrid que Galdós universalizó en sus Novelas españolas contemporáneas.

## Historia

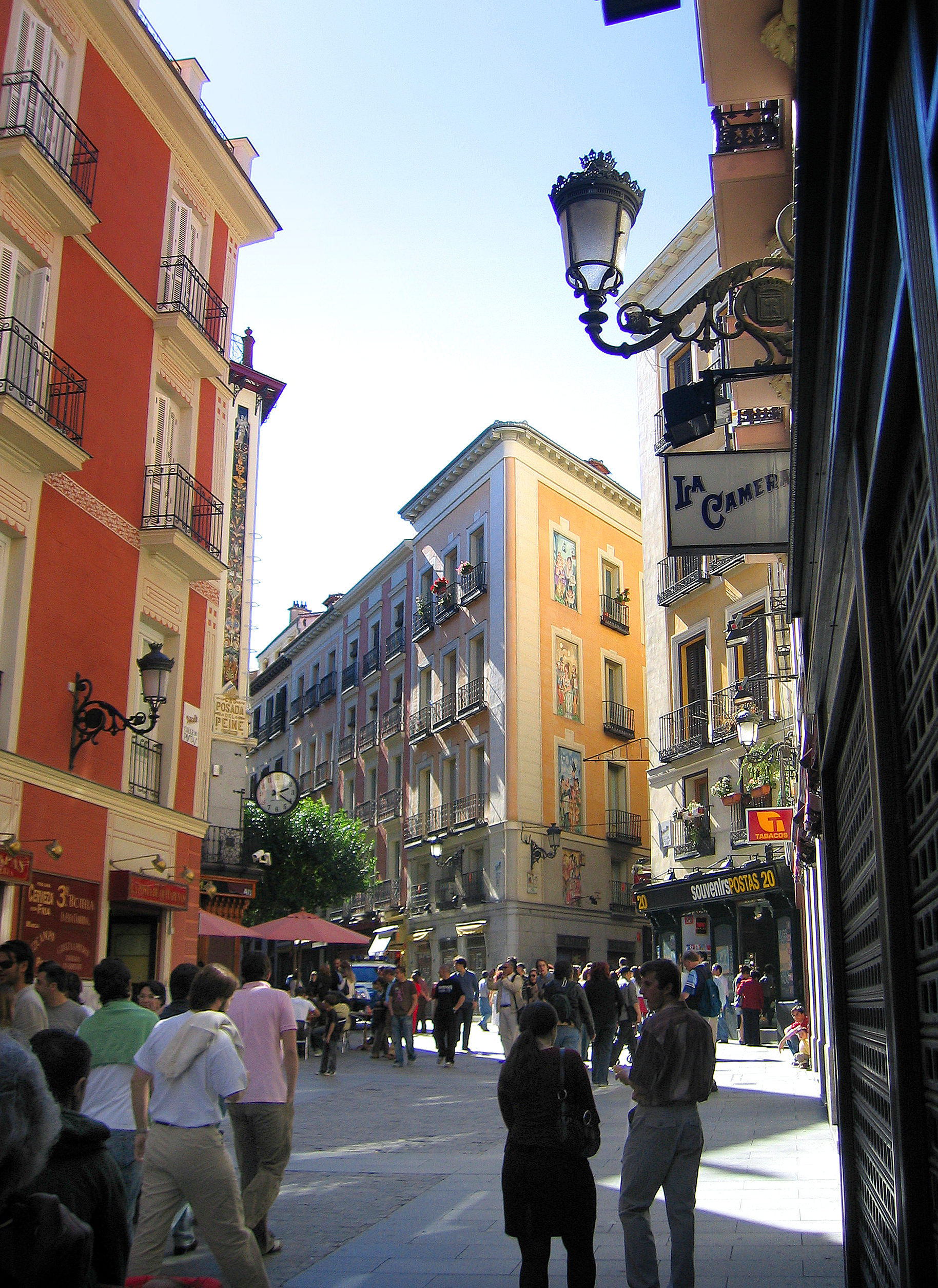
A la izquierda, la Posada del Peine y al fondo los balcones con trampantojos en la calle de la Sal.

En el plano de Teixeira de 1656 aparece sin nombre y en el de Espinosa con el de calle de Postas.
Su pasado inmobiliario se documenta en 1620 con un permiso de obras para 'ensanchar la calle'. El ilustrado Eugenio Larruga, en sus Memorias políticas y económicas sitúa en esta calle el gremio de mercería, especiería y droguería, que se extendía también por las contiguas (de la Sal, de la Cruz, calle Imperial y calle de Boteros), llegando hasta la calle de Atocha, frente a la antigua iglesia de Santo Tomás.
En el número 31 (32 nuevo) estuvo la Casa de Postas, que tenía en su pórtico el cuadro —legendario en milagros y caprichos— de una imagen de la Virgen de la Soledad, que según cuenta Mesonero Romanos antes había estado en la plaza Mayor; completa la información Pedro de Répide diciendo que la acabó comprando en 1857, y ante notario, el cervantista y gastrónomo español conocido como Doctor Thebussem. Otro milagro que tuvo como fondo esta calle fue la iluminación paulina que sufrió el caballero Bernardino de Obregón tras abofetear a un humilde barrendero que cayó de rodillas a sus pies agradecido y conmovido por haberle castigado la afrenta de salpicarle con las basuras que movía.
En el número 17, esquina a la calle Marqués Viudo de Pontejos,  esta la castiza Posada del Peine, uno de los más antiguos ejemplos de azulejería policroma en Madrid. El hotel que alberga, totalmente remozado en su interior, es heredero de una larga tradición que se remonta al año 1610, y de la reunión de tres inmuebles a lo largo de los siglos. El conjunto se corresponde con los proyectos de Antonio de Cachavera y Lángara (1857-1858), y conserva restaurada la fachada de 1891-1892. Queda noticia de que en ella se hospedaron personajes tan singulares y distintos como Casta Esteban, viuda de Gustavo Adolfo Bécquer, o el pintor José Gutiérrez Solana. La posada protagonizó también el discurso de ingreso en la Academia de la Lengua del nobel Camilo José Cela.
El cronista Mesonero también habla y describe con ojo costumbrista el ambiente que tenía mediado el siglo xix esta calle de Postas, en la que 

...apenas hay un solo portal ni un palmo de terreno que no esté destinado a aparador de telas y mercancías, ofrece, bajo más de un concepto, grande analogía y puntos de comparación con el Zacatín de Granada, la calle Llana de Toledo, la Rua de Salamanca, la de Orales de Valladolid, la de Escudellers de Barcelona, la de la Sierpe en Sevilla, y la de Juan de Andas en Cádiz.

Por su parte, el escritor Juan Antonio Cabezas anota la tradición que han tenido en esta calle los comercios dedicados a vender hábitos de santo. Y añade el dato de que, al parecer, la expulsión de la Puerta del Sol de los vendedores callejeros y ambulantes, hizo que estos se refugiaran en Postas, pregonando allí «mecheros, hilos de ‘nylon’ para collares, estilográficas y bolígrafos,» etc. En medio de este pintoresco crisol comercial estuvo en los números 7 y 9 desde 1948, el Cine Postas, considerado por los cronistas como uno de los más golfos de Madrid, que tras degenerar en "Sala X" durante unas décadas acabó convertido en la inevitable tienda de «souvenirs» para turistas.
Aun en el inicio del siglo xxi perviven comercios más o menos añejos como la "Joyería y Relojería Santos", instalada desde 1956 en el número 21. Más tradición tiene el almacén de mantas "La Camerana" en el número 16, fundado por el riojano Basilio Sánchez Pérez en 1854. Pero la “joya de la corona” es la singular tienda "El Ángel" ("Sobrinos de Pérez"), dedicado al arte sacro desde 1867 y fundada por otros dos riojanos, Basilio y Leoncio Pérez.
En tanto se han olvidado ya las desaparecidas "Camisería Cano", en el número 1; la "Corsetería Marjo", en el número 3; o la droguería y perfumería de E. Martínez Orúe, fundada en 1888, en el número 19; o la tienda de coleccionismo "Sendero", en el 26.

## Madrid galdosiano
La calle de Postas, por su presencia e influencia en la obra de Galdós, ha merecido la atención y el estudio de reputados galdosistas como Pedro Ortiz Armengol que la define «nervio principal en la vida económica de la ciudad y de España entera, y ello durante muchos años».
En ella se reunieron y enriquecieron varios de los Cinco Gremios Mayores de la Villa:

Ya en 1840 las casas que traían directamente el género de Cantón no podían competir con las que lo encargaban a Liverpool. Cualquier mercachifle de la calle de Postas se proveía de este artículo sin ir a tomarlo en los dos o tres depósitos que en Madrid había. Después las corrientes han cambiado otra vez, y al cabo de muchos años ha vuelto a traer España directamente las obras de King-Cheong; mas para esto ha sido preciso que viniera la gran vigorización del comercio después del 68 y la robustez de los capitales de nuestros días...
Benito Pérez Galdós en Fortunata y Jacinta. Parte primera, capítulo II.5 

En este magma comercial, cuna de la burguesía madrileña del siglo xix, fraguó Galdós la historia universal de Fortunata y Jacinta 

Nació Barbarita Arnáiz en la calle de Postas, esquina al callejón de San Cristóbal, en uno de aquellos oprimidos edificios que parecían estuches o casas de muñecas. Los techos se cogían con la mano; las escaleras había que subirlas con el credo en la boca, y las habitaciones parecían destinadas a la premeditación de algún crimen...
Benito Pérez Galdós en Fortunata y Jacinta. Parte primera, capítulo II.2 

## Notas

Peatonal desde finales del siglo xx, tuvo en el xix su máximo tráfago comercial.